# 名取インターチェンジ
名取インターチェンジ（なとりインターチェンジ）は、宮城県名取市にある、仙台東部道路のインターチェンジである。

## 歴史
- 1994年（平成6年）3月30日：仙台空港IC - 仙台東IC間開通に伴い、供用開始[1]。

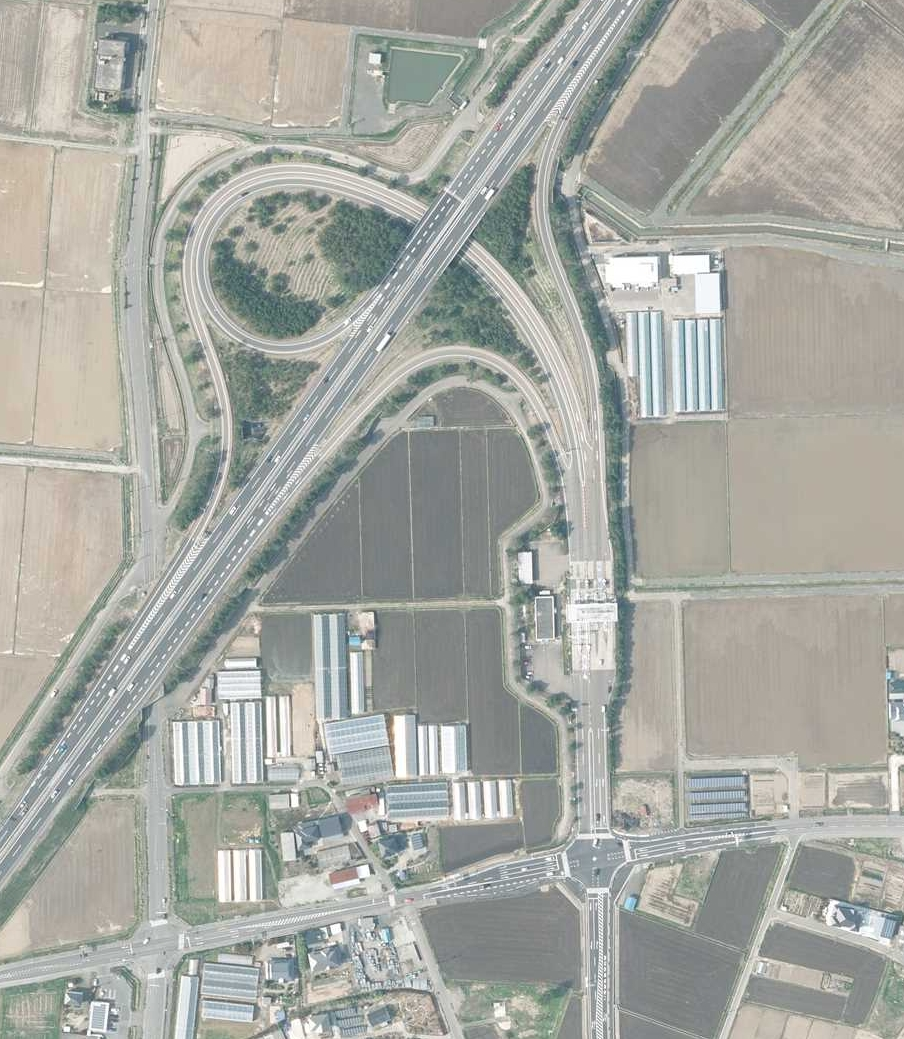

## 周辺
- 名取川

## 道路
- E6 仙台東部道路（32番）

## 接続する道路
- 直接接続
  - 宮城県道129号閖上港線

## 料金所
- ブース数：5

### 入口
- ブース数：2
  - ETC専用：1
  - 一般：1

### 出口
- ブース数：3
  - ETC専用：1
  - 一般：2

## 隣
E6 仙台東部道路
(30) 仙台空港IC - (31) 名取中央スマートIC - (32) 名取IC - (33) 仙台若林JCT